# Nomotus
Nomotus é um género de coleópteros da família Erotylidae.
Esse gênero foi estabelecido em 1887 por Gorham.
O gênero ocorre ao longo da América Central.

## Descrição
As espécies que compõem este gênero são similares ao gênero Langurice, porém possuem o ápice dos élitros denticulado. Observa-se um corpo de forma cilíndrica, com um protórax oblongo-quadrado, convexo em ambos os sexos, um prosterno truncado, sulcado em ambos os lados, e fêmures engrossados.
A cabeça é simétrica em ambos os sexos.

## Espécies
Entre as espécies desse gênero, pode-se apontar:
- N. plutonus
- N aenescens
- N. capetillensis